# Jalapeño

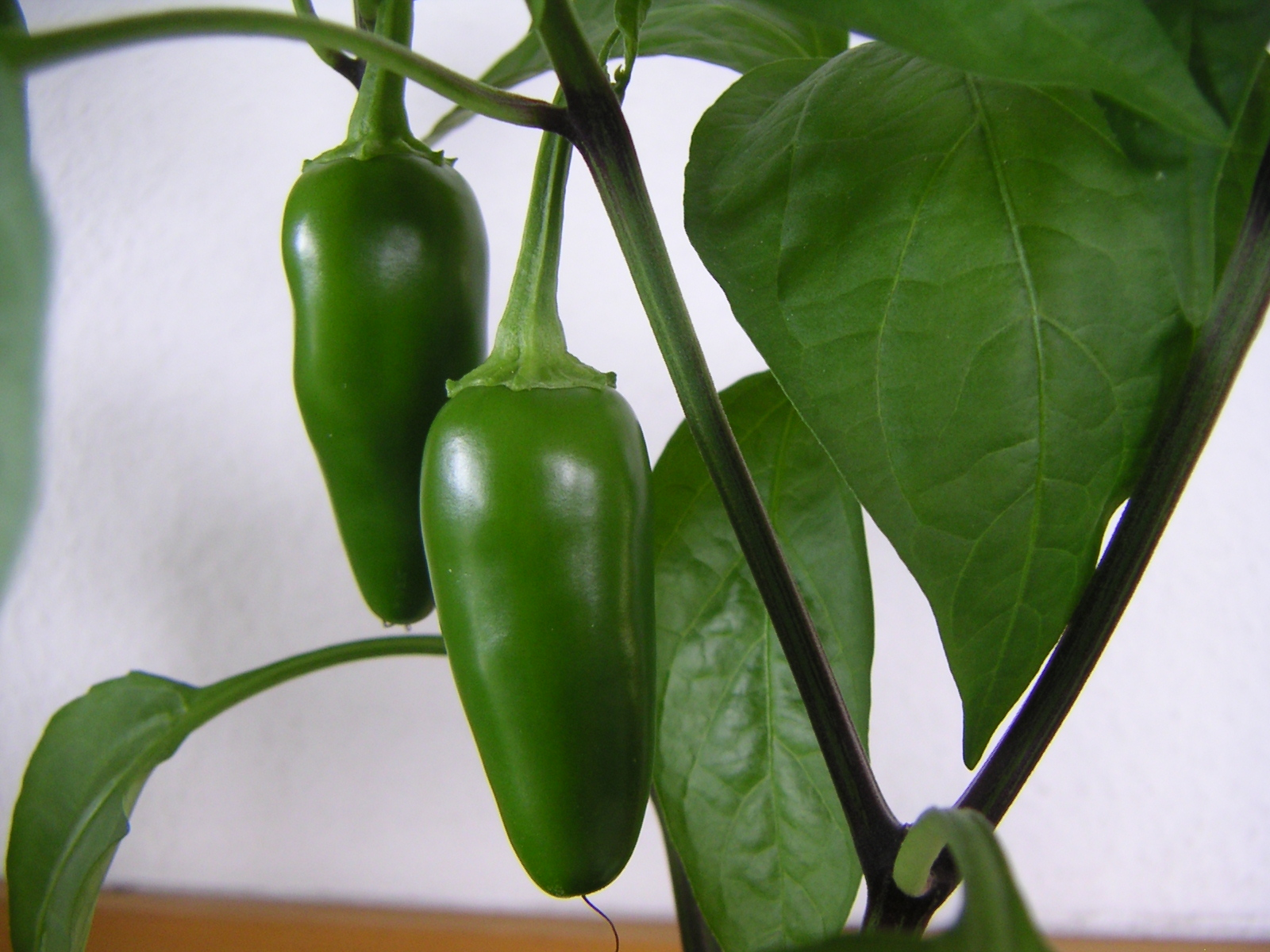
Capsicum annuum cv. 'Jalapeño' mit unreifen Früchten

Jalapeño [xalaˈpeɲo] ⓘ ist eine kleine bis mittelgroße scharfe Paprikasorte, die nach der mexikanischen Stadt Jalapa benannt ist. Sie ist eine Zuchtform des Spanischen Pfeffers (Capsicum annuum) aus der Gattung Capsicum. Die geräucherte Form heißt Chipotle.

## Beschreibung

### Pflanze
Pflanzen der Sorte Jalapeño sind typische Vertreter der Art Capsicum annuum. Sie werden zirka 1,50 Meter hoch, haben meist weiße Blüten, es existieren aber auch Varietäten mit teilweise oder komplett violetten Blüten. Eine Pflanze kann pro Jahr um die 30 Früchte tragen, im kommerziellen Anbau unter guten Bedingungen können Ernteergebnisse von über 120 Früchten pro Pflanze erreicht werden. Die Zeit zwischen der Bestäubung der Blüte und der Reife der Frucht beträgt etwa 70 bis 80 Tage. Die Tagestemperatur sollte für den Anbau konstant zwischen 20 und 30 Grad Celsius liegen. Nachts sollte die Temperatur nicht unter 15 Grad Celsius fallen, da sie unter kühleren Bedingungen langsamer wachsen und sich entwickeln. Eine dauerhafte Temperatur von über 32 Grad Celsius sollte ebenso vermieden werden, da die Pflanze Schaden nehmen könnte.

### Frucht

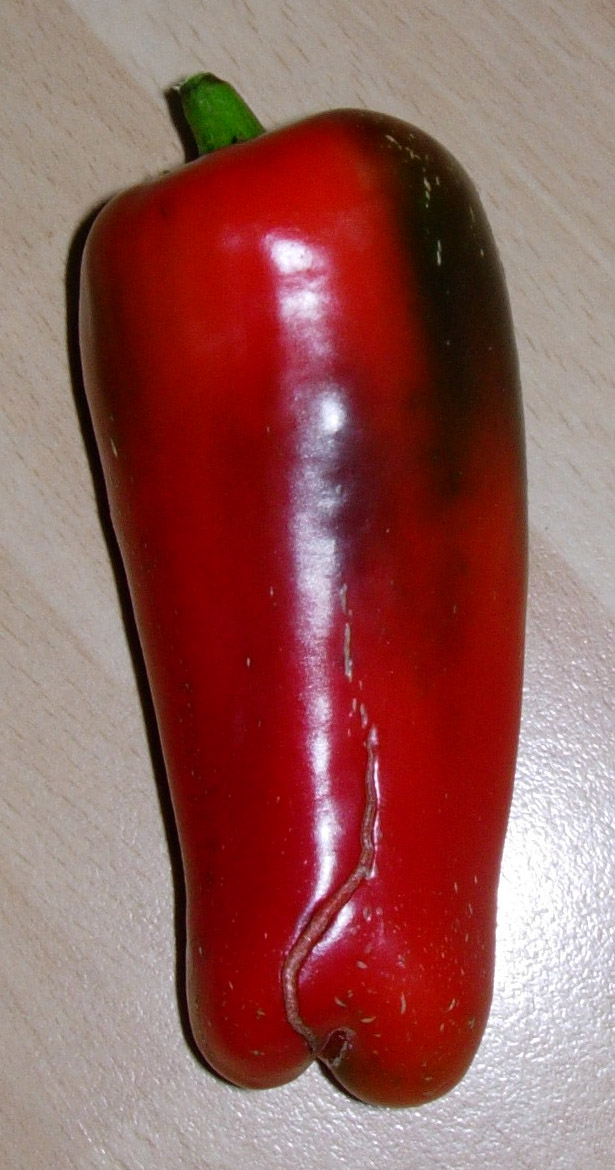
Reife Jalapeño

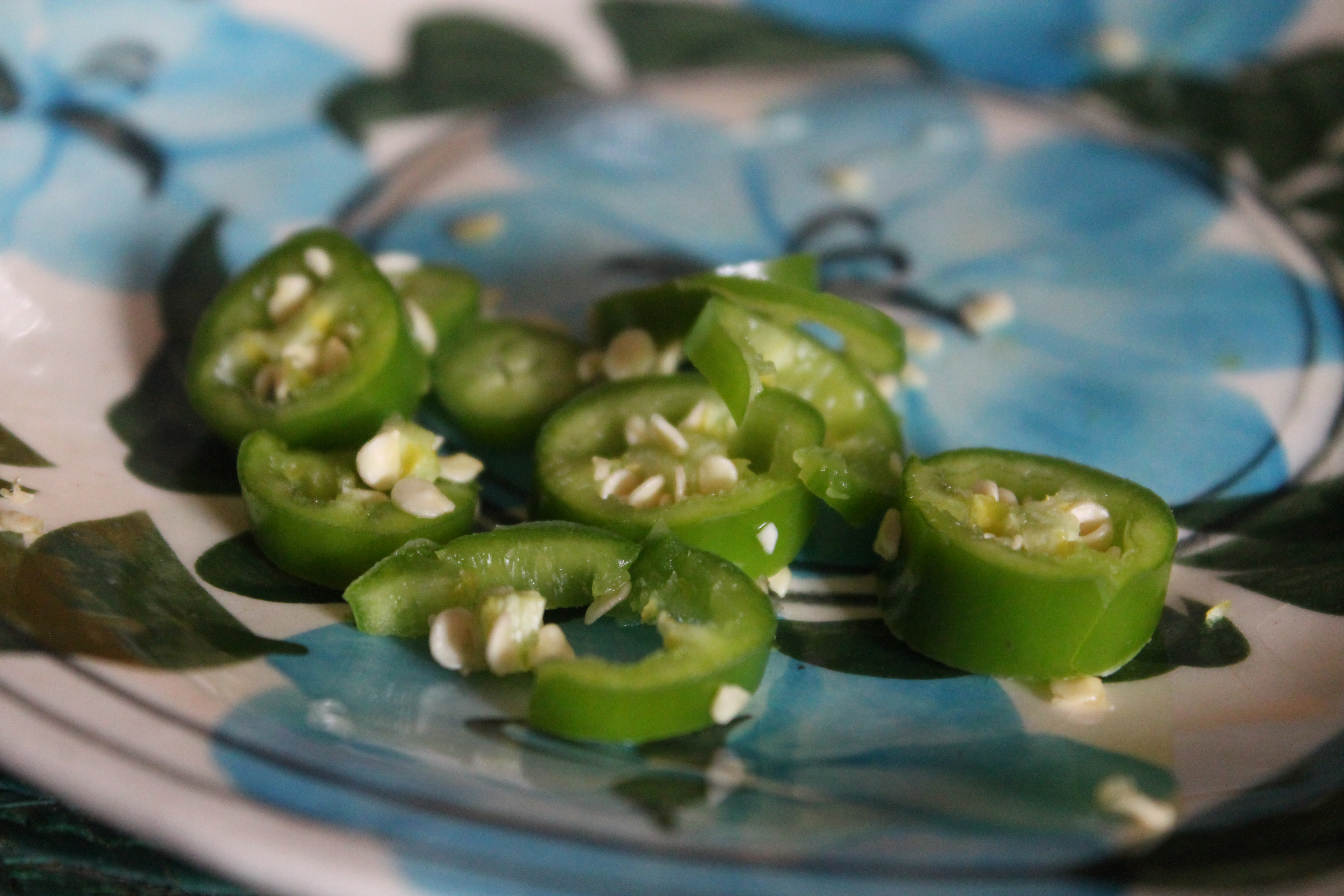
Frisch geschnittene Jalapeño.

Die Frucht der Jalapeños ist meist 7 bis 8 cm lang, bis zu 2 cm dick und durch die deutlich abgerundete Spitze meist leicht von anderen Sorten zu unterscheiden. Die unreifen Früchte sind meist grün, es gibt jedoch auch Zuchtformen, die dunkel-violette bis schwarze oder auch weiße Früchte hervorbringen.
Zur Reife verfärben sich jedoch alle Jalapeños in ein kräftiges Rot. 
Die Früchte sind sehr dickfleischig und durch die Samenscheidewände in meist drei Kammern unterteilt, in denen sehr viele Samen zu finden sind, so dass kaum Hohlräume innerhalb der Frucht entstehen. Lediglich die Samen der reifen, also roten Jalapeño sind keimfähig. Oft sieht man an den Früchten längliche Verkorkungen, die meistens kurz vor der Reife und dem Farbumschlag ins Rote entstehen. Diese wie bräunliche Risse aussehenden Korkstellen beeinträchtigen die Qualität der Früchte nicht. Vor allem in Mexiko werden diese sogar als Qualitätsmerkmal herangezogen, während in den USA eher Früchte ohne Verkorkungen bevorzugt werden.

### Schärfe
Die pikante Schärfe der Jalapeños ist auf das in den Früchten enthaltene Capsaicin zurückzuführen. Auf der für die Schärfebestimmung gebräuchlichen Scoville-Skala liegen die Früchte relativ niedrig zwischen 2.500 und 8.000 Einheiten. Damit bleibt sie weit hinter dem Capsaicingehalt anderer Chilisorten wie beispielsweise Habaneros, die es auf 100.000 bis 500.000 Einheiten bringen.

## Kultivierung

### Anbau
Als einer der wichtigsten Chilis in den USA und Mexiko liegen die Hauptanbaugebiete auch in diesen Ländern. In Mexiko werden etwa 160 Quadratkilometer für den Anbau genutzt, die sich auf das Tal des Río Papaloapan in den Bundesstaaten Veracruz und Oaxaca, dem nördlichen Veracruz, und der Gegend um Delicias, Chihuahua aufteilen. Im kleineren Maße sind auch Anbauflächen in Jalisco, Nayarit, Sonora, Sinaloa und Chiapas zu finden. Von den in Mexiko angebauten Jalapeños werden 60 Prozent weiterverarbeitet und konserviert, 20 Prozent frisch verkauft und 20 Prozent zu Chipotles verarbeitet.
Die USA beziehen einen großen Teil der konservierten Jalapeños aus Mexiko, bauen diese aber auch selbst auf etwa 22 Quadratkilometer an. Die größten Anbaugebiete liegen in Texas, gefolgt von New Mexico.
In Deutschland sind sie auf Märkten oder bei spezialisierten Onlinehändlern, aber ebenfalls zunehmend in Supermärkten erhältlich. Sie stammen zumeist aus niederländischen Gewächshäusern; zum Teil werden auch Importe aus Israel verkauft.

### Variationen
Aufgrund der hohen Popularität bieten Saatguthersteller und Züchter eine große Vielfalt an Jalapeño-Züchtungen und -Selektionen, bei denen unterschiedliche Besonderheiten zu finden sind:
- TAM Jalapeño und False Alarm Jalapeño sind milde, NuMex Primavera eine Züchtung ohne jegliche Schärfe. Alle bieten jedoch das typische Aroma der Jalapeños.
- Jalapeño Jumbo, Giant, Conchos und El Jefe zeichnen sich durch besonders große Früchte aus.
- Pflanzen der Early Jalapeño tragen besonders schnell die ersten Früchte.
- Durch die Farbe der unreifen Früchte zeichnen sich Jalapeño Purple (violett), NuMex Pinata (gelb/orange) und Jaloro (gelb/orange) aus. Reif sind jedoch auch diese Sorten rot.
- Eine Besonderheit ist auch die Sorte Farmer’s Market Jalapeño – die sehr großen Früchte der behaarten Pflanze verkorken mitunter schon grün derart stark, dass man im reifen Zustand kaum noch etwas Rotes an den Schoten sieht. Weil die Chilis dann Kartoffeln ähnlich sehen, heißt die Sorte auch Jalapeño Farmers Market Potato.[1]

## Verwendung
Je nach Weiterverarbeitung der Früchte kann man drei verschiedene Verwendungsarten unterscheiden:

### Frische Jalapeños

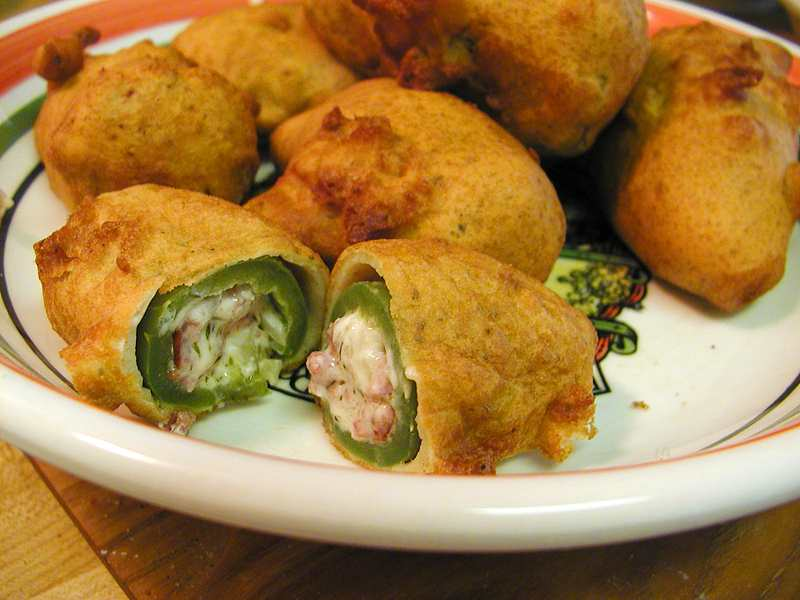
Gefüllte Jalapeños

Frische Jalapeños werden fast ausschließlich grün, also unreif geerntet und verkauft. In der mexikanischen Küche werden sie vor allem für Salsas verwendet, wo sie sowohl als Gemüse als auch wegen der Schärfe als Gewürz verwendet werden. Rote, also vollständig ausgereifte Jalapeños, werden auch Huachinango genannt. Sie sind im Unterschied zu ihrer grünen Variante keimfähig und etwas schärfer.
Vor allem in der Südstaatenküche der USA sind Jalapeño Poppers – mit Käse gefüllte und frittierte Chilischoten – sehr beliebt. Frische unreife Jalapeños werden zudem wegen ihres pikant-scharfen Geschmacks und ihrer knackigen Konsistenz gerne zum Garnieren verwendet.

### Eingelegte Jalapeños
Als eingelegte Ringe werden sie oft zum Beispiel in Kinos zusammen mit Nacho-Chips verkauft. Es gibt jedoch auch Konserven mit ganzen Jalapeñofrüchten.

### Geräucherte Jalapeños – Chipotles

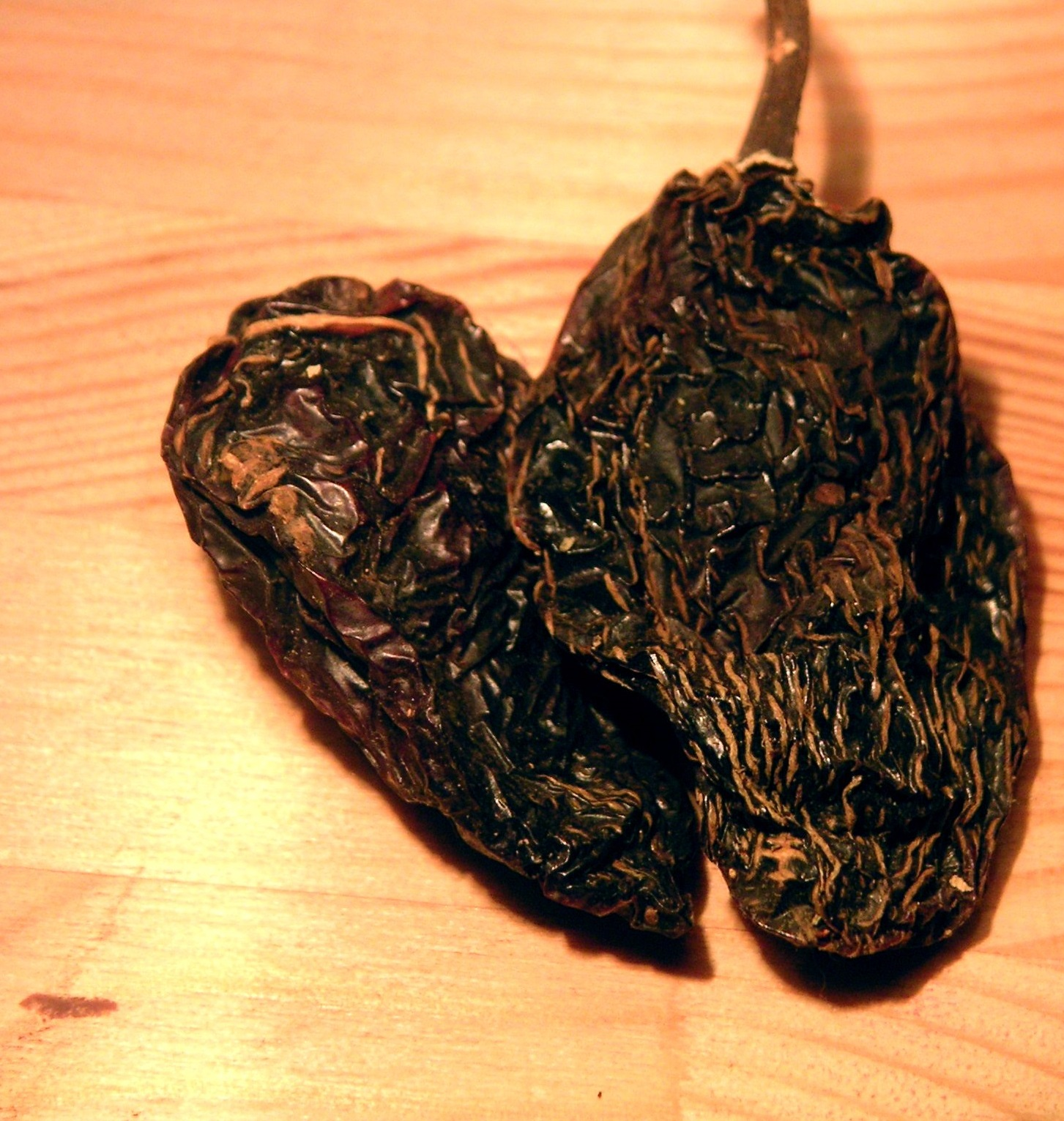
Chipotles

Aufgrund des relativ dicken Fruchtfleisches eignen sich Jalapeños schlecht zum Trocknen an der Luft. In Mexiko werden die reifen Früchte daher durch Räuchern haltbar gemacht. Das dafür verwendete Holz des Mesquitebaumes verleiht den getrockneten Früchten einen typischen rauchigen Geschmack. 
Auf diese Weise geräucherte Jalapeños heißen Chipotles. Der Name leitet sich aus dem Nahuatl chipoctli oder pochili ab, zusammengesetzt aus chil und poctli (geräuchert). Die Azteken entwickelten diese Art der Zubereitung zur Konservierung der Chilischoten.
In Mexiko unterscheidet man verschiedene Arten von Chipotles. Neben den normalen, aus reifen Jalapeños hergestellten chile ahumado oder chipotle típico gibt es noch andere Bezeichnungen wie morita für kürzer geräucherte und damit noch etwas weichere und rotere Chipotles, jalapeño chico für grün geräucherte Jalapeños – meist aus auf Märkten nicht verkauften und nicht mehr komplett frischen Früchten – und capones für Chipotles aus kernlosen Jalapeños; diese sind die teuersten Chipotles.
Chipotles dienen vor allem als würzige Zutat zu Schmorgerichten und Saucen. Sie sind entweder als ganze Früchte, Pulver, Paste oder eingelegt in Adobosauce erhältlich. Das Aroma ganzer Schoten entwickelt sich erst bei längerem Kochen. Hingegen können Chipotle-Pasten, die aus in Öl gebratenen und dann pürierten Chipotles hergestellt werden, auch nachträglich als Würze hinzugefügt werden.

## Trivia
- In Laredo (Texas) findet seit 1978 jährlich ein Jalapeño-Festival statt. Neben einem Kochwettbewerb, einer Wahl zur „Miss Jalapeño“ und einem Mariachi-Wettbewerb ist ein Jalapeño-Wettessen wichtiger Bestandteil des Programms.
- Einen Eintrag in das Guinness-Buch der Rekorde erreichte James Johnson aus North Carolina, USA. Aus 20.150 selbst gezogenen und getrockneten Jalapeño-Früchten baute er die längste Ristra (eine Kette aus Chilis) mit einer Länge von 316,69 Metern.
- Pique, das Maskottchen der Fußball-Weltmeisterschaft 1986 in Mexiko, ist eine Jalapeño mit Schnäuzer und Sombrero.
- Paul Bosland vom Chile Pepper Institute der New Mexico State University erhielt 1999 den satirischen Ig-Nobelpreis in Biologie für die Züchtung der Jalapeño-Sorte Primavera, die keinerlei Schärfe aufweist.[3]